# Positions (노래)
〈positions〉는 미국의 가수 아리아나 그란데의 노래로, 동명의 음반의 리드 싱글이다. 2020년 10월 23일 리퍼블릭 레코드를 통해 발매되었다. 장르는 트랩 비트를 베이스로 한 팝이자 리듬 앤 블루스 노래이다.

## 배경과 발매
2020년 10월 14일, 아리아나는 트위터를 통해 이번 달에 새로운 음반이 발매될 것이라는 것을 발표하였다. 10월 17일에는 슬로우 모션으로 키보드로 "positions"라는 단어를 타이핑하는 영상이 올라왔다. 21일에는 커버 아트와 함께 발매 날짜를 공개하였다. 다음날에는 아리아나의 SNS에 노래와 관련된 짤막한 영상이 올라왔다. 노래는 디지털 다운로드와 스트리밍을 통해 10월 23일 발매되었으며, 4일 뒤부터 컨템포러리 히트 라디오로도 서비스가 가능해졌다.

## 작곡
〈positions〉는 트랩 비트를 기본으로 한 팝 음악이자 리듬 앤 블루스이다. 가사의 내용은 그란데가 애인에게 충실할 것을 약속하는 내용이며, 이 곡은 현재 남자친구인 달튼 고메즈에 관한 것으로 추측되고 있다. 노래에는 기타, 바이올린, 트램 드럼과 귀뚜라미가 우는 소리 등이 포함되어 있다.

## 크레딧
타이달에서 발췌
- 아리아나 그란데 - 리드 보컬, 백 보컬, 작사 및 작곡, 보컬 프로덕션, 엔지니어링
- 런던 온 다 트랙 - 프로덕션, 작사 및 작곡
- 토미 브라운 - 프로덕션, 작사 및 작곡
- 미스터 프랭크스 - 프로덕션, 작사 및 작곡
- 니자 찰스 - 작사 및 작곡
- 안젤리나 배럿 - 작사 및 작곡
- 브라이언 빈센트 베이츠 - 작사 및 작곡
- 제임스 자비스 - 작사 및 작곡, 기타
- 피터 리 존슨 - 바이올린
- 빌리 히키 - 엔지니어링
- 세르반 게네아 - 믹싱
- 랜디 메릴 - 마스터링

## 발매
| 지역   | 날짜             | 포맷                          | 레이블   | Ref.   |
| ------ | ---------------- | ----------------------------- | -------- | ------ |
| 전세계 | 2020년 10월 23일 | CD, 디지털 다운로드, 스트리밍 | 리퍼블릭 | [ 5 ]  |
| 호주   | 2020년 10월 23일 | 컨템포러리 히트 라디오        | 유니버설 | [ 14 ] |
| 영국   | 2020년 10월 23일 | 컨템포러리 히트 라디오        | 리퍼블릭 | [ 15 ] |
| 미국   | 2020년 10월 27일 | 컨템포러리 히트 라디오        | 리퍼블릭 | [ 6 ]  |

## 같이 보기
- 2020년 빌보드 핫 100 차트 1위 목록